# Muara Tiga (Mulak Ulu)
Muara Tiga is een bestuurslaag in het regentschap Lahat van de provincie Zuid-Sumatra, Indonesië. Muara Tiga telt 736 inwoners (volkstelling 2010).